# 小野博信 (技術者)
小野 博信（おの ひろのぶ、1955年1月16日 - ） は、日本の自動車技術者。電子技術系初となる日本の自動車会社における取締役で、トヨタ自動車取締役や、計測自動制御学会会長、日本触媒工業協会会長などを歴任した。

## 人物・経歴
神奈川生まれ。1971年東京都立大学卒業、トヨタ自動車工業入社。1999年日本電機工業会エレクトロニクス部会長。2001年佐々木眞一、金田新、白井芳夫、井川正治、高田坦史らとともにトヨタ自動車取締役に昇格。電子技術領域出身者としては自動車業界初の取締役となった。2002年計測自動制御学会副会長。2003年トヨタ自動車常務役員、計測自動制御学会会長。2004年トヨタ自動車顧問。2005年キャタラー代表取締役社長。2008年日本触媒工業協会副会長。2009年日本触媒工業協会会長。2012年キャタラー顧問。2013年計測自動制御学会名誉会員。